# جشمة زيرو (أسفيتش)
جشمة زیرو (بالفارسية: چشمه زیرو) هي قرية تقع في إيران في قسم أسفیتش الريفي.